# 尾道市立向島中央小学校
尾道市立向島中央小学校（おのみちしりつむかいしまちゅうおうしょうがっこう 英称:Onomichi Munipical Elementary Scholl）は、広島県尾道市向島町に存在する小学校である。
2022年に創立150周年となる予定である。